# خطاب انتخابي

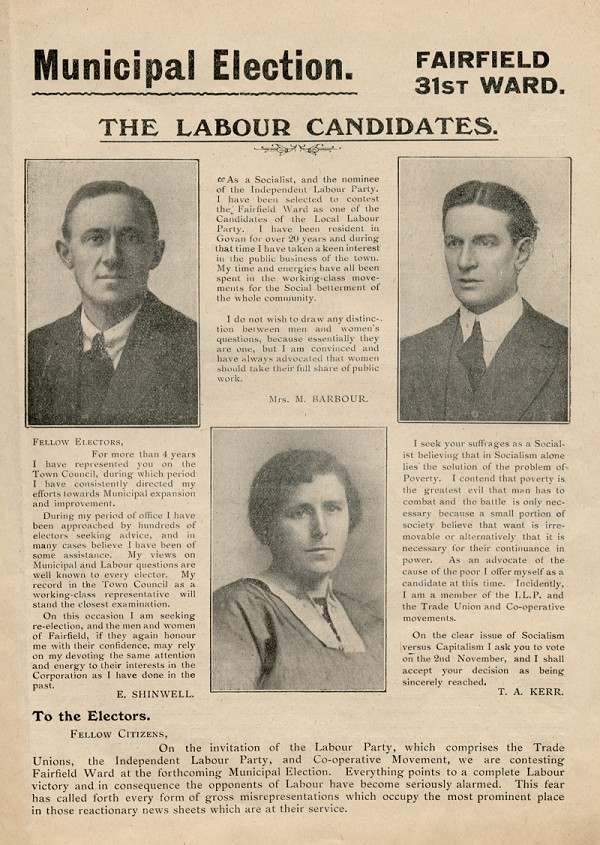
الخطاب الانتخابي لثلاثة من مرشحي حزب العمل, ماري بربور, وماني شنويل وتوم كير, لكلمة جوفان فيرفيلد في انتخابات بلدية لعام غلاسكو 1920.

يعرف الخطاب الانتخابي بأنه الكلمة التي يلقيها المرشح أثناء الحملة السياسية.  يتم إلقاء الخطابات الانتخابية في أثناء فترة الانتخابات نفسها فقط.  وعادة ما تعرف المنشورات السياسية الأخرى بأسماء أخرى.
في الانتخابات البرلمانية بالمملكة المتحدة, يحق لجميع المرشحين أن يحصلوا على خطاب انتخابي واحد يرسل مجانًا, عن طريق البريد الملكي] إلى كل الناخبين في دوائرهم الانتخابية.

## وصلات خارجية
- Election addresses Collection of election addresses of almost all of the candidates at every British General Election since 1892.  University of Bristol Library Special Collections